# Gemaal Van Sasse
Gemaal Van Sasse is een Nederlands gemaal nabij de John S. Thompsonbrug in Grave. Het laat het water uit de Peel via het riviertje de Raam in de Maas stromen.
Het gemaal Van Sasse is het eerste elektrische gemaal dat in de regio is gebouwd door het toenmalige waterschap De Maaskant. Het gemaal was nodig geworden door de aanleg van een stuw in de Maas die het waterpeil verhoogde. Daardoor kon de Raam zijn water niet meer zomaar op de Maas lozen. In 1928-1929 werd het gemaal gebouwd en in 1929 werd het in gebruik genomen. Rond 1950 en opnieuw in 1981 is een deel van de apparatuur gemoderniseerd.
Het gemaal is genoemd naar jhr. mr. A.F.O. van Sasse van Ysselt, de eerste voorzitter van waterschap De Maaskant. Het gemaal is tegenwoordig een rijksmonument.
Op 14 november 2010 moest het gemaal voor het eerst in twaalf jaar weer aangezet worden.

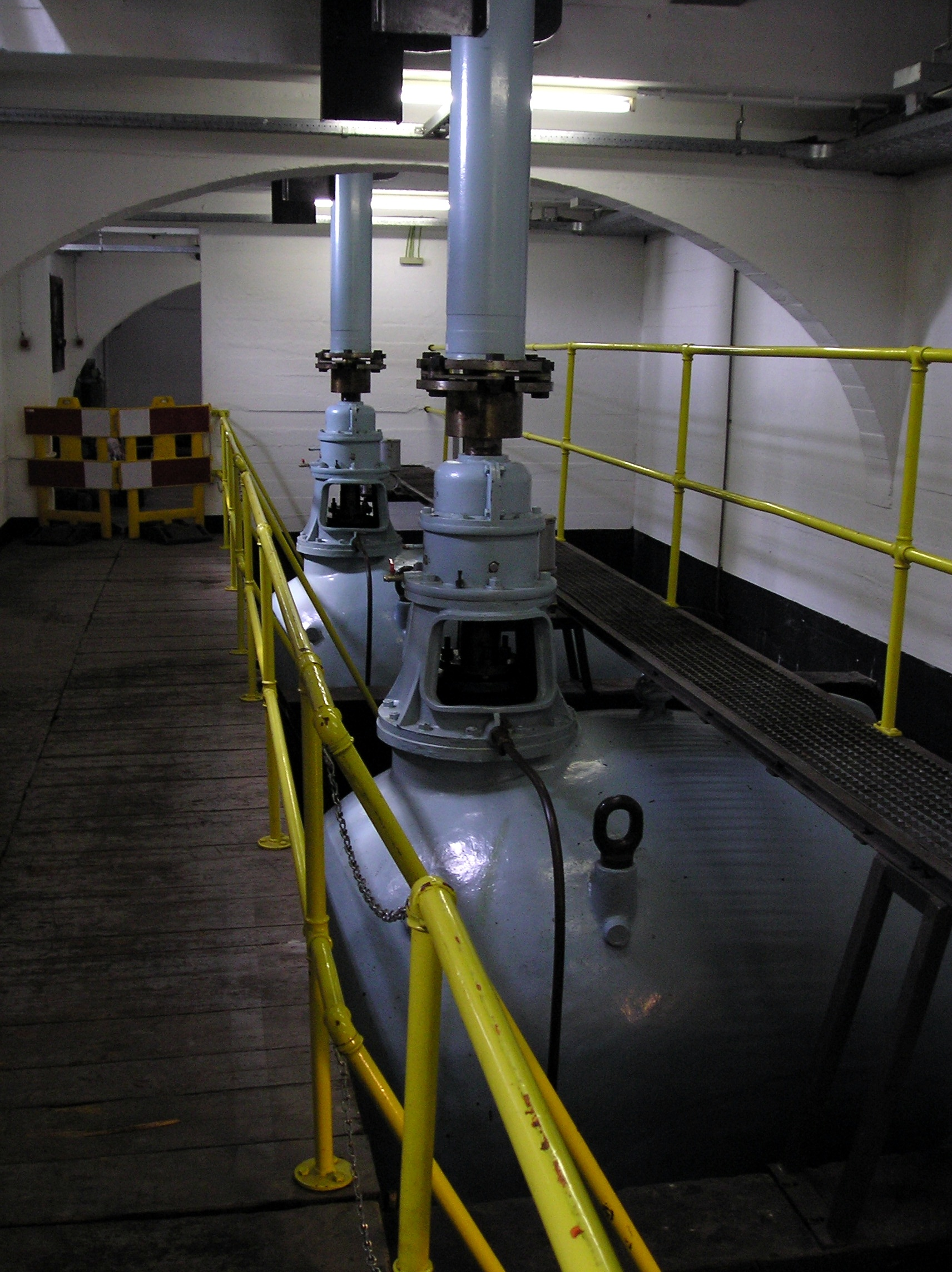
Pompen